# Clethraceae
Clethraceae — родина рослин з ряду вересоцвіті (Ericales). Молекулярна інтерпретацією вказує, що Clethraceae є сестринською групою для Cyrillaceae та Ericaceae. Родина містить 2 роди й приблизно 75 видів, поширених у Північній, Центральній та Південній Америках, Східній Азії та на Мадейрі.

## Етимологія
дав.-гр. κλήθρα — Alnus glutinosa, посилаючись на листя.

## Опис
Представники родини — чагарники або дерева. Листки стійкі, чергові, прості; краї листків зубчасті; черешок присутній. Суцвіття — китиці, одиночні або в кластерах. Квіти двостатеві; чашолистків 5; пелюстків 5; тичинок 10. Плоди коробочкові, розривні. Насіння (6)40–100, коричневе, довгасто-яйцеподібне.

## Галерея

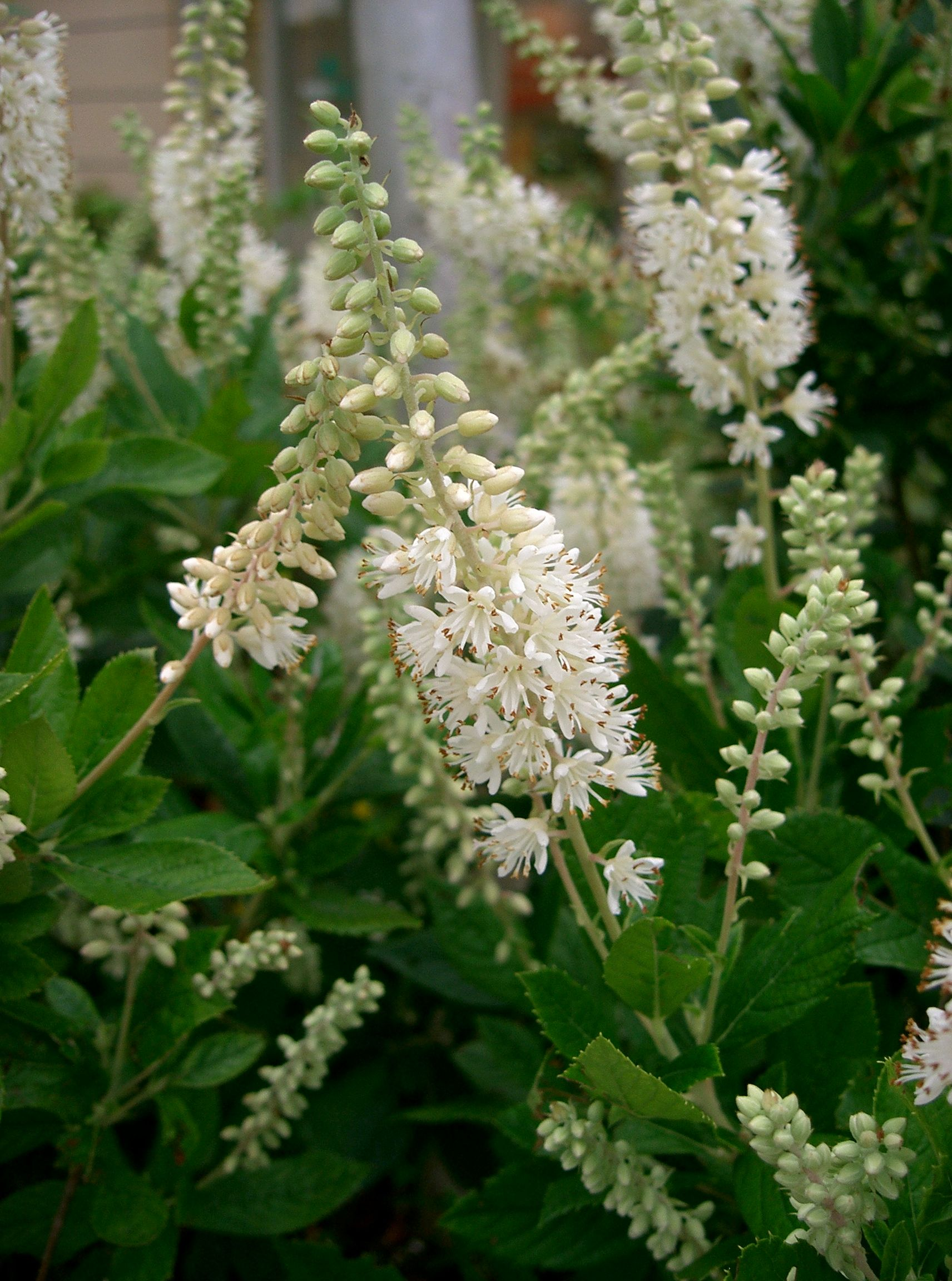
Clethra alnifolia
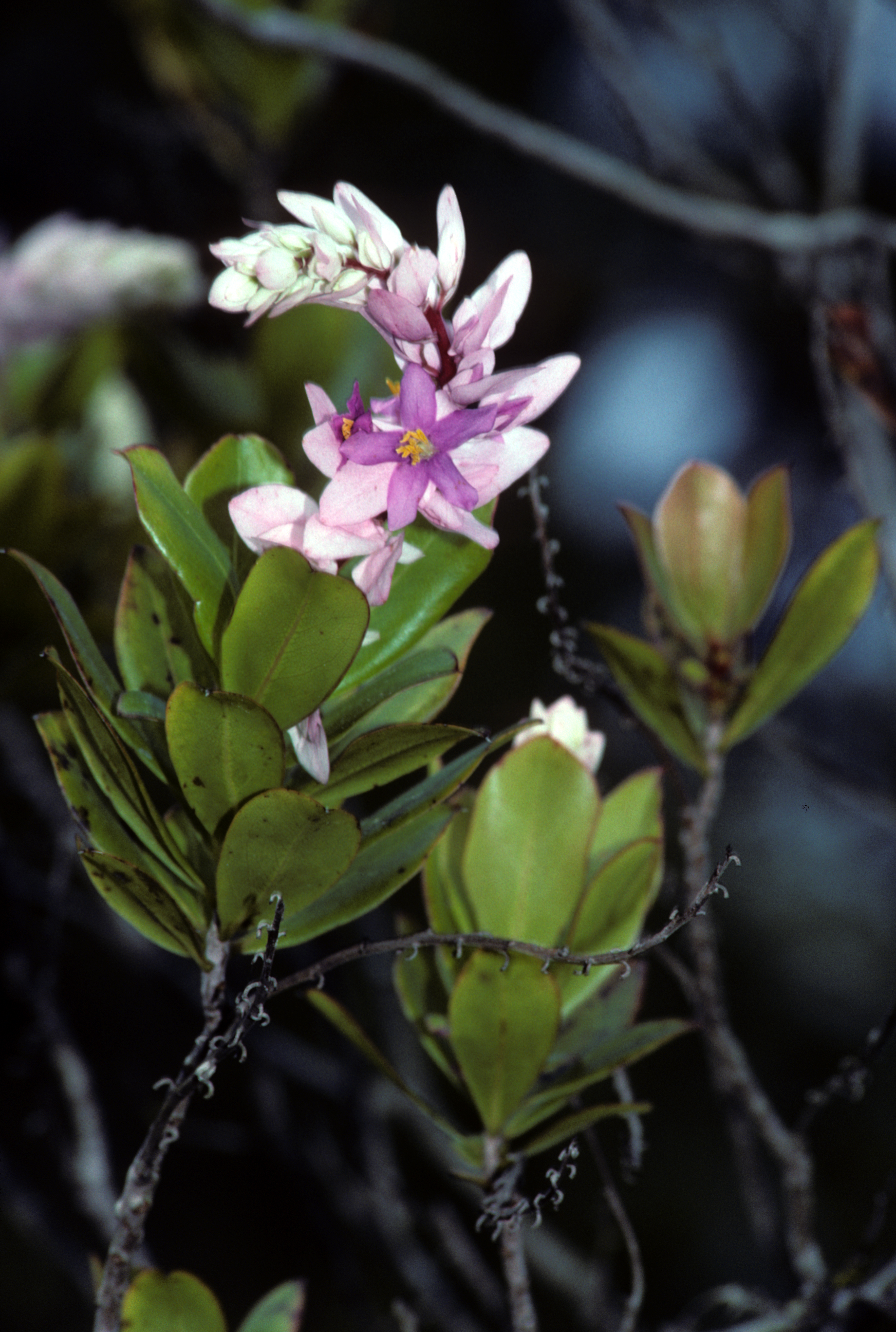
Purdiaea cubensis